# Oréhovitsa
Oréhovitsa (búlgaro: Орѐховица) es un pueblo de Bulgaria perteneciente al municipio de Dolna Mitropoliya de la provincia de Pleven.
Se ubica sobre la carretera 3004 a orillas del río Iskar, unos 15 km al noroeste de la capital municipal Dolna Mitropoliya.
Se conoce la existencia de un asentamiento aquí desde el siglo XV. La localidad se fundó progresivamente mediante la unión de varias aldeas colindantes junto al río, una de ellas habitada inicialmente por tártaros. En el siglo XIX, durante el proceso de formación de la Bulgaria moderna, se establecieron aquí refugiados búlgaros procedentes de Tracia Occidental y Macedonia. La iglesia del pueblo se construyó en 1896.

## Demografía
En 2011 tenía 1386 habitantes, de los cuales el 72,07% eran étnicamente búlgaros y el 2,38% gitanos. El 24,74% de la población no declaró su origen étnico en el censo, lo cual podría deberse en parte al origen tártaro de una parte de la población local.
En anteriores censos su población ha sido la siguiente:
| Gráfica de evolución demográfica de Oréhovitsa entre 1934 y 2011 |
|                                                                  |